# Edith Feistner
Edith Feistner (* 22. Januar 1959 in Straubing) ist eine deutsche Germanistin.

## Leben
Ab 1977 studierte sie Germanistik und Romanistik an der Ludwig-Maximilians-Universität München (1983 erstes Staatsexamen für das Lehramt an Gymnasien, 1986 Promotion zum Dr. phil. bei Herbert Kolb und Wolfgang Frühwald). Nach der Habilitation 1994 an der Universität Würzburg (Lehrbefugnis für das Fach Ältere deutsche Philologie) wurde sie 1999 Ordinaria für ältere deutsche Literaturwissenschaft an der Universität Regensburg.

## Schriften (Auswahl)
- Ottes „Eraclius“ vor dem Hintergrund der französischen Quelle. Göppingen 1987, ISBN 3-87452-705-0.
- Historische Typologie der deutschen Heiligenlegende des Mittelalters von der Mitte des 12. Jahrhunderts bis zur Reformation. Wiesbaden 1995, ISBN 3-88226-821-2.
- mit Ina Karg und Christiane Thim-Mabrey: Mittelalter-Germanistik in Schule und Universität. Leistungspotenzial und Ziele eines Faches. Göttingen 2006, ISBN 3-89971-274-9.
- mit Alfred Holl: Erzählen und Rechnen in der frühen Neuzeit. Interdisziplinäre Blicke auf Regensburger Rechenbücher. Berlin 2016, ISBN 978-3-643-13172-0.